# Championnat de France de floorball 2015-2016
Vous pouvez aider à l'améliorer ou bien discuter des problèmes sur sa page de discussion.
- Certaines informations devraient être mieux reliées aux sources mentionnées dans la bibliographie ou les liens externes. Améliorez sa vérifiabilité en les associant par des références. (Marqué depuis décembre 2016)
- Il est à actualiser. Certains passages sont obsolètes ou annoncent des événements désormais passés. (Marqué depuis décembre 2016)

Navigation
Édition précédente Édition suivante
La saison 2015-2016 est la 12e saison du championnat de France de floorball.

## Règlement
Il s'applique pour toutes les divisions.

### Points
Les points sont attribués de la façon suivante :
- victoire dans le temps règlementaire : 3 points ;
- défaite dans le temps règlementaire : 0 point.

### Classement
Les équipes sont classées en fonction du nombre de points qu'elles ont enregistré. En cas d'égalité, les critères suivants sont appliqués :
1. Points dans les rencontres directes ;
2. Nombre de matchs perdus par forfait ;
3. Nombre de buts marqués dans le temps réglementaire entre les équipes concernées ;
4. Différence de buts générale ;
5. Quotient buts marqués / buts encaissés lors de tous les matchs de la poule ;
6. Nombre de buts marqués lors de tous les matchs de la poule.

## Division 1

### Équipes engagées
| \| Lyon Paris UC IKF Paris Saint-Ismier Wasquehal Amiens Caen Strasbourg Nantes Annecy \| Localisation des clubs engagés dans le championnat de France de Division 1. |
| Lyon Paris UC IKF Paris Saint-Ismier Wasquehal Amiens Caen Strasbourg Nantes Annecy                                                                                   |

Les équipes engagées en Division 1 sont au nombre de 10.
| Club                        | Classement 2014-2015 | Entraîneur              |
| --------------------------- | -------------------- | ----------------------- |
| IFK Paris                   | 1er                  | Sylvain Dupuis          |
| Phoenix Floorball Club      | 2e                   | Thibault Van Nedervelde |
| Trolls d'Annecy             | 3e                   | Alejandro Russo-Mendoza |
| Sentinelles de Strasbourg   | 4e                   | NC                      |
| Lyon Floorball Club         | 5e                   | NC                      |
| Hoplites d'Ambiani          | 6e                   | NC                      |
| Paris Université Club       | 7e                   | NC                      |
| Isere Gresivaudan Floorball | 8e                   | NC                      |
| Canonniers de Nantes        | 1er (Division 2)     | Arnaud Foulonneau       |
| Caen Floorball              | 2e (Division 2)      | Benjamin Stephan        |

Légende des couleurs
- Promu de Division 2 2014-2015

## Division 2

### Équipes engagées
| \| Hoplites d'Ambiani Caen Floorball Sentinelles de Strasbourg IFK Paris Lyon Floorball Club Isere Gresivaudan Floorball Nordiques Floorball Club Chats Biterrois Gladiateurs d'Orléans Paris Université Club Grizzlys du Hainaut Dragons bisontins Ericsson Vikings Canonniers de Nantes Rennes Floorball Club Loups lorrains Trolls d'Annecy Floorball Club lavallois Saint-Lô Floorball Andégaves d'Angers Deux Savoies FC \| Localisation des clubs engagés dans le championnat. |
| Hoplites d'Ambiani Caen Floorball Sentinelles de Strasbourg IFK Paris Lyon Floorball Club Isere Gresivaudan Floorball Nordiques Floorball Club Chats Biterrois Gladiateurs d'Orléans Paris Université Club Grizzlys du Hainaut Dragons bisontins Ericsson Vikings Canonniers de Nantes Rennes Floorball Club Loups lorrains Trolls d'Annecy Floorball Club lavallois Saint-Lô Floorball Andégaves d'Angers Deux Savoies FC                                                           |

Les équipes engagées en Division 2 sont au nombre de 21.
| Club                     | Classement 2014-2015 | Entraîneur             |
| ------------------------ | -------------------- | ---------------------- |
| Cannoniers de Nantes     | 9e (Division 1)      | Arnaud Foulonneau      |
| Caen                     | 10e (Division 1)     | NC                     |
| Panthères de Rennes      | 16e                  | Jean-François Langlois |
| Floorball Club lavallois | 9e                   | Quentin La Carbona     |
| Saint-Lô Floorball       | 12e                  | Julien Le Roux         |
| Andégaves d'Angers       | 13e                  | NC                     |

| Club                     | Classement 2013-2014 | Entraîneur         |
| ------------------------ | -------------------- | ------------------ |
| Gladiateurs d'Orléans    | 3e                   | Jean-Hugues Bonnet |
| Nordiques Floorball Club | 6e                   | Simon Moyon        |
| Grizzlys du Hainaut      | 16e                  | Nicolas Muñoz      |

| Club                      | Classement 2014-2015 | Entraîneur        |
| ------------------------- | -------------------- | ----------------- |
| Ericsson Vikings          | 9e                   | Laurent Morisseau |
| Dragons bisontins         | 10e                  | Jan Lintymer      |
| Loups lorrains            | 16e                  | Petr Kocian       |
| Sentinelles de Strasbourg | 13e                  | NC                |

| Club                    | Classement 2014-2015 | Entraîneur              |
| ----------------------- | -------------------- | ----------------------- |
| Dahuts du Lac           | 9e                   | David Persson           |
| Tigres du Gresivaudan 2 | 10e                  | Philippe Marcellin      |
| Chats biterrois         | 16e                  | Guillaume Mirabel       |
| Trolls d'Annecy         | 13e                  | Alejandro Russo-Mendoza |
| Rascasses de Marseille  | 13e                  | Guillaume Kernacker     |
| Saint-Étienne Knights   | 13e                  | Christophe Vincent      |

Légende des couleurs
- Promu de Division 3 2014-2015
- Relégué de Division 2 2014-2015